# Need for Speed: Hot Pursuit
A Need for Speed: Hot Pursuit egy 2010-ben megjelent videójáték, az Electronic Arts által kiadott Need for Speed széria tizenhatodik része. Nem összetévesztendő az 1998-as Need for Speed III: Hot Pursuit, sem a 2002-es Need for Speed: Hot Pursuit 2 játékokkal.
A játékot a Burnout széria fejlesztője, a Criterion Games készítette. A standard változat mellett megjelent egy limitált kiadás is, amely további autókat tartalmazott.
A játékos lehet versenyző, de akár a gyorshajtókat üldöző rendőr is.